# Пустошка
Пустошка (на руски: Пустошка) е град в Русия, административен център на Пустошкински район, Псковска област. Населението на града към 1 януари 2018 година е 4017 души.